# Maurice Raymond
Maurice Raymond (né le 23 juillet 1912 à Montréal, mort le 20 mars 2006 à Longueuil) est un enseignant et peintre québécois.

## Biographie
Fils de Raoul Raymond et d'Isidoria Courville, Maurice Raymond naît le 23 juillet 1912 dans le quartier Saint-Henri à Montréal,.
De 1930 à 1936, il étudie à l’École des beaux-arts de Montréal. En 1941, grâce à une bourse d’études, il étudie un an aux États-Unis. Par la suite, il est engagé comme professeur de composition picturale à l’École des beaux-arts de Montréal. À ce poste, il côtoie Stanley Cosgrove, Alfred Pellan, Albert Dumouchel, Jacques de Tonnancour, Jean Simard, Jacques Folch-Ribas, François-Marc Gagnon, Claude Jasmin et Robert Élie. Il enseigne à plusieurs artistes dont le peintre et sculpteur Mario Merola.
Il fait plusieurs voyages en Europe. En 1970, il entreprend des recherches sur la couleur. Il publie l'ouvrage Fixité relative des principales matières picturales en 1977. 
C'est seulement en 1996 qu'il cesse de peindre à la suite d'une maladie. Il meurt le 20 mars 2006 à Longueuil,.

## Musées et collections publiques
- Musée d'art de Joliette
- Musée des beaux-arts du Canada
- Musée des religions du monde
- Musée national des beaux-arts du Québec